# Kaamos (groupe finlandais)
Pour les articles homonymes, voir Kaamos.
Kaamos est un groupe finlandais de rock progressif, originaire de Turku, actif entre 1973 et 1980.

## Histoire
Le groupe n'a sorti qu'un seul album, Deeds and Talks, en 1977. L'album est sorti sur M&T Production, le label des frères chanteurs Matin et Tepo, basés à Turku. Le label et, d'autre part, la date de sortie peu propice au rock progressif pendant la montée du punk rock sont probablement en partie responsables du fait que l'album n'ait pas atteint la reconnaissance escomptée,. Cependant, l'album est salué par la critique l'année de sa sortie, avec des commentaires tels qu'« album de l'année » et « l'événement le plus important dans le prog finlandais depuis la formation de Wigwam ». Au fil du temps, les non-critiques commencent également à apprécier l'album. Svart Records publiera des rééditions limitées de l'album en janvier 2016. Rocket Records sortira également une édition CD de l'album en 2010, le 27 janvier. En plus de ses propres chansons, Kaamos interprète des morceaux de Yes et de Jack Bruce, entre autres.
Le groupe comprenait le batteur Johnny Gustafsson, le bassiste Jakke Leivo, le claviériste Kyösti Laihi et le guitariste Ilpo Murtojärvi, qui a également écrit toutes les chansons de l'album Kaamos. Jocke Sumelius est le parolier et Erik Gylphe est le bassiste attitré. Lors de la formation du groupe en 1973, Peter Stråhlman est le guitariste, Eero Valkonen le batteur, Ilkka Poijärvi l'organiste et Eero Munter le bassiste.
Ilpo Murtojärvi, qui jouait dans le groupe, reçoit le prix artistique du Conseil des arts du sud-ouest de la Finlande en 2011. En 2015, la Turku Jazz Association nomme Murtojärvi artiste de l'année en reconnaissance de son travail polyvalent en tant que compositeur, arrangeur et professeur de musique de jazz.

## Membres
- Johnny Gustafsson - chant, batterie et percussions
- Kyösti Laihi - clavier
- Ilpo Murtojärvi - guitare
- Jakke Leivo - basse

## Discographie
- 1977 : Strife / When Shall We Know (single)
- 1977 : Deeds and Talks (réédité en 2016)